# حملات هوایی ۲۰۲۴ به حمص
در ۷ فوریه ۲۰۲۴، نیروی هوایی اسرائیل حملات موشکی را علیه تعدادی از مناطق در حمص در مرکز سوریه انجام داد که در آن ۱۰ نفر از جمله ۶ غیرنظامی و ۲ عضو حزب‌الله کشته شدند. این حملات موشکی پس از حمله نیروی هوایی ایالات متحده به مناطقی در عراق و سوریه در ۲ فوریه ۲۰۲۴ انجام گرفت.

## زمینه
از زمان آغاز جنگ اسرائیل و غزه در ۷ اکتبر ۲۰۲۳، حملات اسرائیل علیه سوریه تشدید شده است. اسرائیل از زمان شروع جنگ داخلی سوریه در سال ۲۰۱۱ به طور مداوم حملات موشکی را علیه مکان‌هایی که ادعا می‌کند به ایران مرتبط است انجام داده است و به ندرت در مورد این اقدامات اظهار نظر کرده است. حضور ایران در سوریه از آغاز جنگ داخلی سوریه وجود داشته است و نیروهای ایرانی دولت بشار اسد را در برابر نیروهای شورشی تقویت و حمایت کردند.
در ۲ فوریه ۲۰۲۴، نیروی هوایی ایالات متحده حملاتی را علیه مکان‌های شبه‌نظامی در عراق و سوریه انجام داد که پس از حمله هواپیمای بدون سرنشین برج ۲۲ که منجر به کشته شدن ۳ سرباز آمریکایی در اردن شد، ۴۵ نفر کشته شدند.

## حملات هوایی
در ساعت ۰۰:۳۰ به وقت محلی (UTC+3)، اسرائیل از جهت شمال طرابلس در لبنان حملات موشکی را علیه حمص انجام داد، پایگاه هوایی شعیرات و سایر مکان‌ها را در نزدیکی شهر حمص و حومه شهر هدف قرار داد. حملات موشکی ساختمانی را در یکی از ثروتمندترین مناطق حمص و همچنین مکان‌های دیگری که گفته می‌شود با شبه نظامیان مرتبط است تخریب کرد. در محله الملاب و خیابان حمره به اموال خصوصی و عمومی خسارت وارد شد که حداقل ۹ صدای انفجار شنیده شد. به گفته رامی عبدالرحمن، رئیس دیدبان حقوق بشر سوریه، ۱۰ نفر از جمله ۶ غیرنظامی و ۲ عضو حزب‌الله کشته شدند. در میان کشته شدگان ۳ دانش آموز، یک زن و یک کودک بودند.
رسانه دولتی سوریه اعلام کرد که نیروی پدافند هوایی سوریه موشک‌های اسرائیلی را رهگیری و سرنگون کرده است.